# Marktstraße 13 (Weimar)

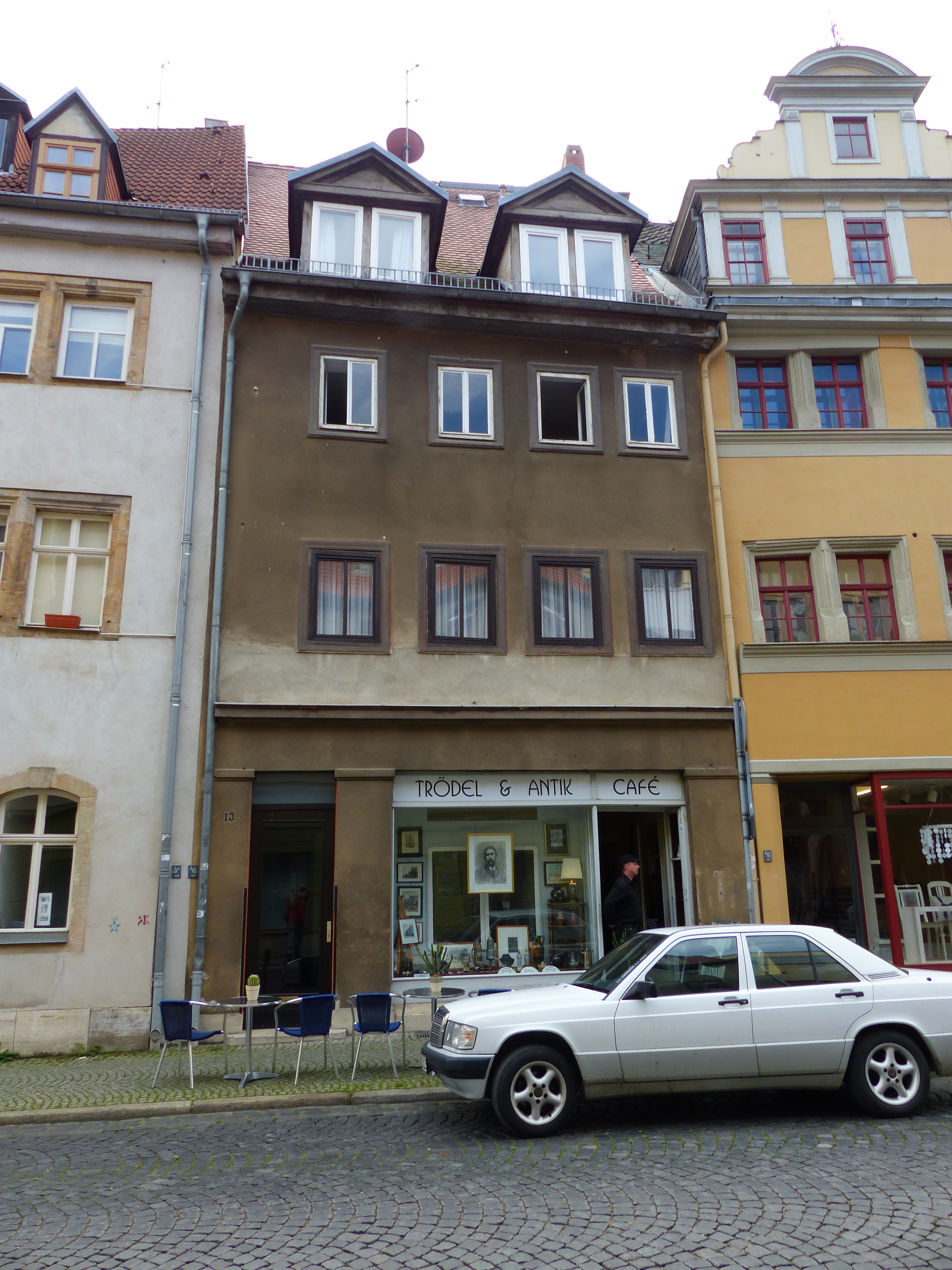
Marktstraße 13

Das Haus Marktstraße 13 befindet sich in der Altstadt.

## Geschichte
Das Haus Marktstraße 13 ist das Geburtshaus des Optikpioniers Carl Zeiss. Eine Gedenktafel für Zeiss befindet sich an diesem Gebäude allerdings nicht, jedoch an dem Haus Kaufstraße 1. Der Drechslermeister Zeiss, sein Vater, zog 1818 in dieses Haus um. Carl Zeiss verließ Weimar übrigens nicht aus freien Stücken, sondern weil ihm wegen der zünftigen Verfassung es in Weimar 1845 die Gründung einer Mechanikerwerkstatt untersagt wurde. So ging er nach Jena, wo er 1846 seine Werkstatt gründete, welche zu einem Unternehmen mit Weltruf werden sollte. So steht dementsprechend in der Geschichte der Stadt Weimar: „---Diese Haltung der Handwerksmeister und der Kaufleute hemmte beim Übergang zum Kapitalismus die wirtschaftliche Entwicklung der Stadt empfindlich. Den größten Schaden fügte sie ihr zweifellos durch die Weigerung des Stadtrates zu, dem jungen, 1816 in Weimar geborenen Mechaniker Carl Zeiss die Niederlassung zu gewähren, worauf dieser nach Jena ging.“ Die Marktstraße als Ganzes steht unter Denkmalschutz. Zeiss Geburtshaus ist in der Denkmalschutzliste allerdings trotz des doch relativ hohen Alters nicht darin als Einzeldenkmal erfasst. Das mehrgeschossige Gebäude ist schmucklos. Auffällig sind nur die beiden Dachgauben und der im Erdgeschoss befindliche Laden.